# Colin Mitchell

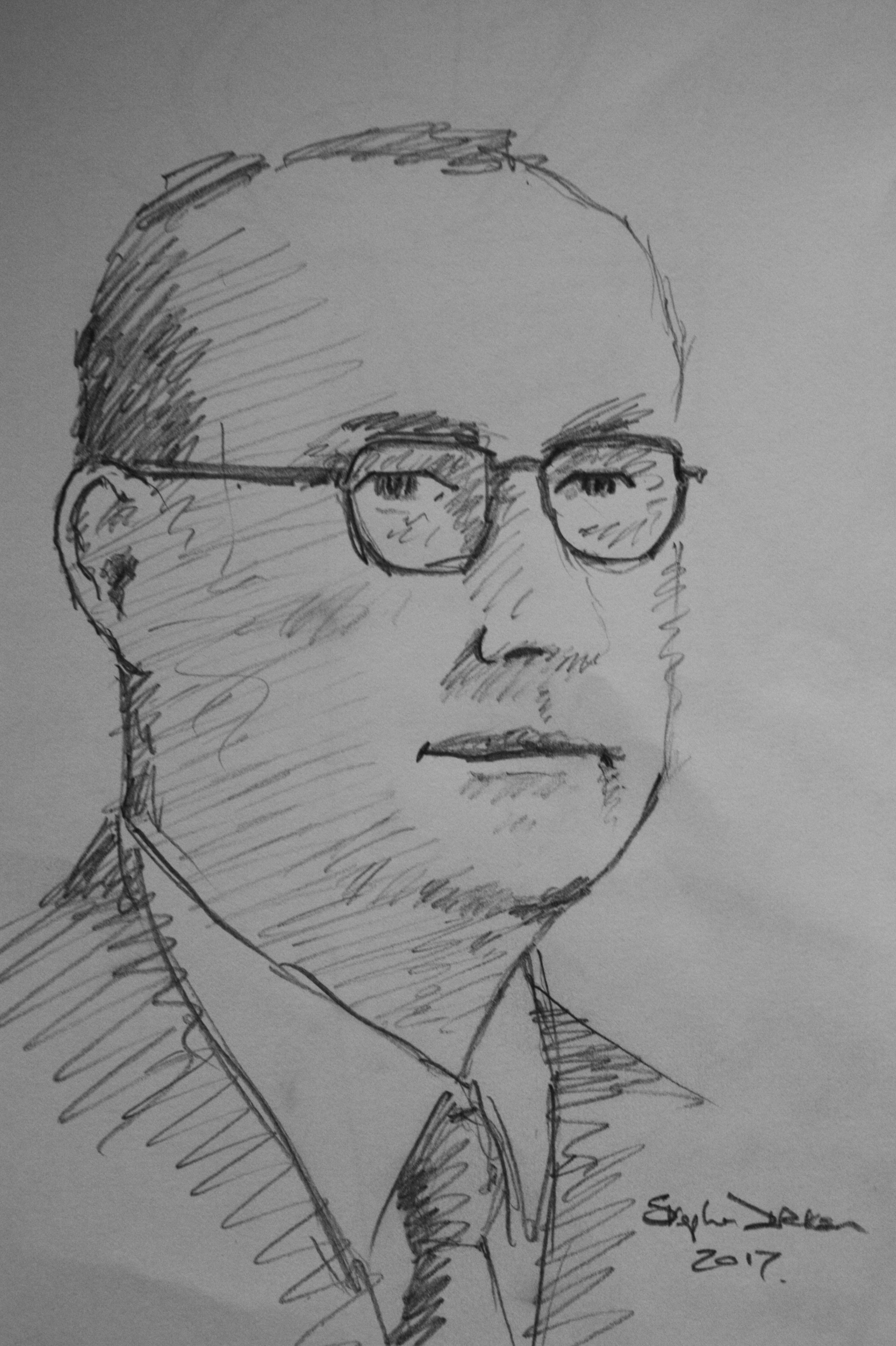
Zeichnung von Colin Campbell

Colin Campbell Mitchell (* 17. November 1925 in Croydon; † 20. Juli 1996 in Westminster) war ein britischer Offizier der British Army und Politiker. Er war auch unter seinem Spitznamen Mad Mitch („verrückter Mitch“) bekannt. Seine Rolle als Kommandeur des 1. Bataillons der Argyll and Sutherland Highlanders in der jemenitischen Stadt Aden 1967 machte ihn zu einer bekannten, aber auch umstrittenen öffentlichen Figur in Großbritannien. Anschließend wurde er Abgeordneter der Konservativen und amtierte von 1970 bis Februar 1974 im House of Commons für den schottischen Wahlkreis West Aberdeenshire. Nach der Beteiligung an einem gescheiterten unternehmerischen Vorhaben arbeitete er anschließend als Sicherheits- und Militärberater. 1989 übernahm Mitchell eine führende Rolle im Halo Trust, einer gemeinnützigen Organisation, die sich um die Minenräumung in ehemaligen Kriegsgebieten kümmert.

## Leben

### Frühes Leben
Colin Mitchells Vater Colin Senior stammte aus einer Familie von Fischern aus Argyllshire. Mitchell Senior arbeitete in einer Anwaltskanzlei und bei der Fährgesellschaft MacBrayne, bevor er im Ersten Weltkrieg im 10. Bataillon der Argyll and Sutherland Highlanders diente. Für seinen Einsatz in der Zweiten Ypernschlacht erhielt er das Military Cross. Im Jahr 1918 wurde er durch Giftgas schwer verletzt. Nach dem Krieg arbeitete er in der Londoner City und heiratete eine Glasgowerin (geborene Gilmour). Das Paar ließ sich im südlondoner Vorort Purley nieder, wo sie zwei Kinder großzogen – Colin und Henrietta. Die Familie lebte in einer bescheidenen Doppelhaushälfte, und Colin besuchte die Gottesdienste in der örtlichen presbyterianischen Kirche. Mitchell erhielt seine formale Ausbildung an der Whitgift Grammar School in Croydon.

### Militärische Karriere
1940, im Alter von 15 Jahren, trat Mitchell in die Home Guard ein und war möglicherweise der jüngste Soldat der Home Guard. Im Mai 1943 trat er in die britische Armee ein und wurde als Private in das Royal West Kent Regiment aufgenommen. Bald wurde er zum Lance-Corporal befördert und unterrichtete Neulinge in der Ausbildung. Einer seiner Mitausbilder war der Fußballspieler Stan Cullis, der Kapitän der Wolverhampton Wanderers, die 1939 in Wembley den FA Cup gewonnen hatten, und zu dieser Zeit Kapitän der englischen Nationalmannschaft war. Mitchell wurde 1944 als Second Lieutenant der Argyll and Sutherland Highlanders zum Offizier befördert. Während des Zweiten Weltkriegs kämpfte er in dem Italienfeldzug, wobei er beim Vormarsch auf Ferrara leicht verwundet wurde. Nach dem Ende des Krieges entschied er sich für eine Karriere im Militär.
Als Soldat der regulären Streitkräfte wurde Mitchell darauf im britischen Mandatsgebiet Palästina stationiert. Während seines Aufenthalts dort nahm er an Aktionen zur Verhaftung militanter jüdischer Aktivisten teil und beteiligte sich an der militärischen Bekämpfung zionistischer Guerillas. Während der Operation Agatha, bei der ein Großteil der jüdischen politischen Führung in Palästina verhaftet wurde, hatte Mitchell den Auftrag, Mosche Shertok (den späteren Premierminister Israels) zu verhaften. Zunächst durchsuchte seine Einheit das falsche Haus. Später gelang es ihnen jedoch, ihn zu finden und zu verhaften. Im Juli 1946 wurde er Zeuge des Bombenanschlags auf das King David Hotel: Er und sein Kompaniechef befanden sich zum Zeitpunkt der Explosion nur wenige Meter von dem Gebäude entfernt. Einmal wurde er bei einem Einsatz durch Eigenbeschuss verwundet. Er verbrachte insgesamt drei Jahre in Palästina. Dort schloss er sowohl unter den Arabern als auch unter den Juden Freundschaften, darunter mit Mosche Dajan, einem späteren israelischen General, der zu einem von Mitchells Helden werden sollte, sowie mit dem späteren israelischen Premierminister Mosche Shertok, welcher nach seiner Verhaftung ein freundschaftliches Verhältnis zu Mitchell entwickelte, mit dem er noch jahrelang korrespondierte, nachdem er ein hoher israelischer Regierungsbeamter geworden war.
Als 1950 der Koreakrieg begann, wurde er nach Korea entsandt. Er nahm am ersten Vorstoß nach Nordkorea teil und erlebte dabei Nahkämpfe. Sein Regiment erreichte schließlich Taechon, nahe der chinesischen Grenze am Yalu-Fluss. Als die chinesische Armee angriff und in überwältigender Zahl den Yalu überquerte, war das Regiment gezwungen, sich am Rückzug der UN-Truppen zu beteiligen, und half später, die Linie gegen die kommunistischen Kräfte zu halten. Das Regiment hielt eine Position, die als „Frostbite Ridge“ bekannt ist, wo es unter eisigen Bedingungen ausharren musste. Sie hielten das Gebiet den Winter über bis zum Tauwetter und begannen 1951 mit dem Vormarsch. Kurz darauf wurden sie jedoch abgelöst und abgezogen.
Nach seinem Einsatz in Korea war Mitchell in Großbritannien stationiert, kehrte aber Ende 1957 als Kompaniechef des 1. Bataillons zu den Argylls zurück und wurde nach Britisch-Zypern versetzt. Zu dieser Zeit herrschte ein Notstand in Zypern, da hier bewaffnete Gruppen gegen die britische Kolonialmacht kämpften. Mitchell wurde mit den Küstenstädten Paphos und Ktima betraut, wo seine Männer an der Aufstandsbekämpfung gegen die EOKA-Guerilla beteiligt waren. Sie sahen sich sowohl mit konventionellen EOKA-Angriffen als auch mit Waldbränden konfrontiert, die von EOKA-Kämpfern und Dorfbewohnern absichtlich gelegt wurden.
Nach einer kurzen Zeit in der Britischen Rheinarmee in Deutschland trat Mitchell den King’s African Rifles (KAR) bei und wurde in Britisch-Ostafrika eingesetzt. In Sansibar war er an der Befriedung von Unruhen zwischen der arabischen und der afrikanischen Bevölkerung der Insel beteiligt. Er wurde auch in Kenia eingesetzt. Zu dieser Zeit starteten somalische Guerillas Überfälle als Teil einer Kampagne zur Vereinigung der Region mit Somalia. Bei einem Vorfall, bei dem Mitchell in einem niedrig fliegenden Hubschrauber nach somalischen Guerillas suchte, versuchte ein Elefant, den Hubschrauber anzugreifen, wobei er ihn fast mit seinen Stoßzähnen durchbohrte. Mitchell soll auch Idi Amin gefördert haben, der aufseiten der KAR kämpfte und später Präsident von Uganda wurde. Da Mitchell mit dem schottischen Clansystem vertraut war, konnte er mit afrikanischen Stammesangelegenheiten besser umgehen als seine englischen Zeitgenossen. Beeindruckt von Mitchell und anderen schottischen Offizieren, nahm Amin später den Titel König von Schottland an.
Nach seinem Dienst in Kenia schloss sich Mitchell erneut den Argylls an, die nach Borneo geschickt wurden, um an der indonesisch-malaysischen Konfrontation teilzunehmen. Mitchell nahm an einer Reihe von Zusammenstößen mit indonesischen Truppen teil. Nach sechs Monaten Dschungelkrieg wurde das Regiment nach Singapur zurückgeschickt, um sich zu erholen. Mitchell wurde als Stabsoffizier in das Vereinigte Königreich zurückbeordert. Während dieser ganzen Zeit machte sich Mitchell einen Namen als kühner und effizienter Offizier, schloss das Staff College als Bester ab und diente im Stab des Chefs des Verteidigungsstabs, Lord Mountbatten. Mitchell wurde 1947 zum Lieutenant befördert, 1952 zum Captain, 1959 zum Major, und seine Erfolge brachten ihm 1964 den Brevet-Rang eines Lieutenant-Colonel ein.
Am 31. Dezember 1966 wurde Mitchell zum Lieutenant-Colonel befördert und am 12. Januar 1967 zum Kommandeur des 1. Bataillons der Argyll and Sutherland Highlanders (die „Argylls“) ernannt.

### Rolle im Jemen
Im Jahr 1967 bestand die britische Kolonie Aden aus der Stadt Aden und den angeschlossenen Protektoratsgebieten mit einer Gesamtlandmasse, die der des Vereinigten Königreichs entsprach. Diese Gebiete genossen als Südarabische Föderation ein gewisses Maß an Selbstverwaltung. Zwischen 1963 und 1967 sah sich die britische Regierung mit einem Aufstand von Gruppen bewaffneter arabischer Nationalisten konfrontiert, die die Unabhängigkeit Adens anstrebten und um die künftige Macht nach dem unvermeidlichen britischen Abzug konkurrierten. Dieser Aufstand wurde als „Aden Emergency“ bezeichnet.
Ende Juni 1967 sollte das 1. Bataillon der Argyll and Sutherland Highlanders die Verantwortung für die Sicherheit im Crater District (so genannt, weil es sich auf einem erloschenen Vulkan befindet) von Aden von den Royal Northumberland Fusiliers übernehmen. Bevor dies jedoch geschah, meuterten am 20. Juni 1967 Teile der örtlich rekrutierten Polizei von Aden und übernahmen im Bündnis mit aufständischen Kräften die Kontrolle über den Distrikt, indem sie mehrere Überfälle auf britische Truppen in den Straßen des Crater District verübten, wobei mehrere britische Soldaten starben. Die britischen Autoritäten handelten zögerlich. Dann, kurz vor Sonnenuntergang am 3. Juli 1967, befahl Mitchell eine Operation zur Wiederbesetzung des Crater District. Bei ihrem Einmarsch spielten 15 Dudelsackspieler Scotland the Brave. Die Rückeroberung gelang fast komplett ohne Blutvergießen und ohne eigene Verluste. Die britischen Truppen wurden bei ihrer anschließenden Besetzung des Gebiets allerdings von Scharfschützen und Granaten angegriffen.
Es wurden Vorwürfe über Misshandlungen durch Mitchell und die von ihm befehligten Truppen laut. Es gab auch Behauptungen, dass britische Truppen in dem Viertel geplündert hätten. Mitchell nutzte das Gebäude der Chartered Bank im Crater-Viertel als Hauptquartier, und Scharfschützen der Armee, die auf dem Dach des Gebäudes postiert waren, schossen auf jeden, der in den Straßen darunter eine Bedrohung darstellte. Ein BBC-Reporter erklärte: „Einmal standen wir zusammen in Crater und sahen zu, wie die Argylls die Leichen von vier arabischen Kämpfern, die sie gerade erschossen hatten, wie in einer Metzgerei stapelten, und Mad Mitch sagte: ‚Es war wie beim Schneehuhnschießen, ein Paar hier und ein Paar dort‘.“ Mitchell (der von Teilen der Presse den Spitznamen „Mad Mitch“ erhielt) verhängte über den Krater das so genannte „Argyll-Gesetz“.
Dieses Vorgehen erregte Aufsehen in der Presse und machte Mitchell bekannt. Einige feierten Mitchell als Nationalhelden, es wurde jedoch auch Kritik laut. Ein Beamter der Hohen Kommission in Aden bezeichnete die Argylls als „eine Bande von Glasgower Schlägern“ (eine Aussage, für die er sich später entschuldigte). Es kam auch zu Streitigkeiten, inwieweit Mitchell während der Rückeroberung die operativen und administrativen Befehle seiner Vorgesetzten missachtet hatte. Die Armeeführung wollte nämlich keine weiteren Opfer riskieren, da der Abzug der Briten aus Aden sowieso bevorstand. Die Einnahme des Crater District wurde deshalb auch als „letzte Schlacht des Britischen Weltreiches bezeichnet“.
Der endgültige Rückzug der Briten aus Aden fand im November 1967 statt. Mitchell und die Argylls trafen am 27. November wieder in ihrer Garnison in Plymouth ein. Zwischen Juli und November hatte das Regiment in Aden 5 Tote und 25 Verwundete zu beklagen, was einer Verlustquote von fast 5 % entspricht. Im Gegensatz zu allen anderen Bataillonskommandeuren aus Aden wurde Mitchell nicht ausgezeichnet, sondern erhielt lediglich eine „Mention in Despatches“, und ihm wurde signalisiert, dass ein weiteres berufliches Fortkommen innerhalb der Armee unwahrscheinlich sei. Im Juli 1968 teilte Mitchell seine Absicht mit, sein Amt als Kommandeur zum Jahresende niederzulegen. Sein Rücktritt wurde mit Wirkung zum 1. Oktober 1968 angenommen.

### Politische Karriere
Nach seiner Freisetzung veröffentlichte seine Memoiren mit dem Titel Having Been a Soldier („Ich war Soldat“), arbeitete als freiberuflicher Journalist und nahm kurzzeitig eine Stelle als Management-Trainee bei Beaverbrook Newspapers an. Durch seine Zeit in Aden war er jedoch zu einer beliebten Person des öffentlichen Lebens geworden, was er zu seinem Vorteil nutzte, als er eine neue Karriere in der Politik begann. Im Jahr 1969 wurde er als Parlamentskandidat der Conservative Party für Aberdeenshire West aufgestellt. Bei den Britischen Unterhauswahlen 1970 wurde er ins House of Commons gewählt. Seine Hauptgegnerin bei dieser Wahl war Laura Grimond, die Ehefrau des ehemaligen Vorsitzenden der Liberal Party, Jo Grimond.
Sein politisches Hauptinteresse als Abgeordneter galt der britischen Armee, deren Führung er häufig kritisch gegenüberstand. Im August 1970 beschwerte er sich über „… diese Bastarde in Whitehall“. Er war Teil des rechten Flügels der Konservativen und war gegen die Mitgliedschaft des Vereinigten Königreichs in der Europäischen Wirtschaftsgemeinschaft (1971 stimmte er gegen den Eintritt des UK). Er war auch gegen die Sanktionen gegen Rhodesien und das Waffenembargo gegen Israel. Er wurde auch ein prominentes Mitglied des unionistischen Monday Club und der „Anglo-Rhodesian Society“. Obwohl er nie in ein Ministeramt aufstieg, war Mitchell ein angesehener Hinterbänkler und bei den Medien sehr gefragt. Er war ein Mitglied des Garrick Club und genoss Berichten zufolge ein „geselliges Leben“ in London.
1973 wurde er von einem Konsortium angesprochen, das die Errichtung eines großen Sport- und Landwirtschaftsgutes in Schottland plante und ihn einlud, sich an dem Projekt zu beteiligen und dessen Generaldirektor zu werden. Er zog sich deshalb aus der Politik zurück und verzichtete bei der Unterhauswahl vom Februar 1974 anzutreten.

### Späteres Leben
Das schottische Immobilienprojekt scheiterte jedoch und Mitchell wurde arbeitslos. Er bereute schließlich sich aus der Politik zurückgezogen zu haben. Mitchell verbrachte einen Großteil der nächsten 10 Jahre mit dem Versuch, wieder ins Parlament zurückzukehren, jedoch erklärte sich kein Wahlkreis bereit ihn antreten zu lassen. Er blieb am Rande der konservativen Parteipolitik und ein Kolumnist der Times bezeichnete ihn 1976 als „ganz und gar im Gegensatz zu der Welt, in der er sich befindet“. Während dieser Zeit war Mitchell sporadisch in einer Reihe von Beratungsunternehmen tätig, wobei seine Beratung meist militärischer oder sicherheitspolitischer Natur war. Es ist bekannt, dass er Dienste für die Unterstützer der Mudschaheddin-Aufständischen in Afghanistan und der Contra-Rebellen in Nicaragua geleistet hat. Er sprach sich für die Unterstützung der Aufständischen in Afghanistan aus und bezeichnete sie als „furchtlose Kämpfer“.
1989 war Mitchell Mitbegründer des Halo Trust. Diese gemeinnützige Organisation führte Minenräumaktionen in ehemaligen Kriegsgebieten durch. Sie beschäftigte einen Kern von (meist britischen und Commonwealth-) Minenräumungsexperten und eine große Anzahl von lokal rekrutiertem und ausgebildetem Personal. Die meisten Halo-Mitarbeiter waren ehemalige Soldaten. Halo wurde weltweit in Gebieten wie Mosambik, Kambodscha und Afghanistan aktiv. Mitchell blühte in seiner Arbeit mit Halo auf. Sie machte ihn erneut öffentlich bekannt und verbesserte sein Ansehen.
Mitchell starb im Alter von 71 Jahren am 20. Juli 1996 in Westminster nach kurzer Krankheit. Sein Freund Tam Dalyell schrieb in einem Nachruf, dass sich Mitchell kurz vor seinem Tod beklagt hatte, dass sein Image des „verrückten Mitch“ seine Aussichten auf eine ernsthafte militärische Karriere ruiniert und ihm verwehrt habe, als Politiker ernst genommen zu werden.

## Privatleben
Mitchell heiratete Jean Hamilton (Sue) Phillips im April 1956. Phillips stammte aus Meikleour, Perthshire und ihr Vater gehörte der Royal Air Force an. Das Paar hatte drei Kinder (2 Söhne und 1 Tochter), von denen das jüngste (Colina) 1965 geboren wurde.